# Christine Olden
Christine Olden, geborene Marie-Christine Fournier, auch Christine Fortwängler und Christine Mayer, (geb. 17. Mai 1888 in Prag; gest. 7. Februar 1959 in New York) war eine österreichisch-amerikanische Psycho- und Kinderanalytikerin.

## Leben
Olden war die Tochter des Wiener Historikers August Fournier (1850–1920) und seiner Frau Dorothea, geb. Gabillon (geb. 1850). Ihre Großeltern mütterlicherseits waren die Burgschauspieler Ludwig und Zerline Gabillon. Sie war dreimal verheiratet, mit Hans Furtwängler (1871–1948), mit dem Journalisten und Rechtsanwalt Rudolf Olden und mit einem tschechischen Kommunisten namens Mayer. Entsprechend trug sie zeitweise die Namen Christine Furtwängler, Christine Olden-Fournier und Christine Olden-Mayer. Aus der ersten Ehe mit Hans Furtwängler stammt die 1909 geborene Tochter Marie-Christine Furtwängler.
Christine Olden absolvierte eine psychoanalytische Ausbildung in Berlin und Wien bei dem österreichischen Psychoanalytiker Hanns Sachs und gehörte zu einer Gruppe linkspolitisch engagierter Freudianer um Siegfried Bernfeld und Otto Fenichel. Nachdem sie 1938 ihre psychoanalytische Ausbildung abgeschlossen hatte, trat sie der Schweizerischen Gesellschaft für Psychoanalyse bei, emigrierte aber im gleichen Jahr in die USA. Sie ließ sich zunächst als sogenannte Laienanalytikerin (Analytiker, die keine Ärzte sind) in Los Angeles nieder. 1943 zog sie nach New York, wo sie später zum Ehrenmitglied der New York Psychoanalytic Society ernannt wurde. Wie andere Psychoanalytikerinnen ihrer Zeit widmete sie sich vor allem der Analyse von Kindern.
Bekannt wurde sie durch ihre Ausführungen zur Einfühlung in der Mutter-Kind-Beziehung und zur Anziehungskraft der narzisstischen Persönlichkeit auf Einzelne und Gruppen, die sie aus der Teilhabe an der fantasierten Omnipotenz erklärte. Überliefert sind einige englischsprachige Aufsätze sowie verschiedene Briefwechsel.

## Aufsätze
- About the fascinating effect of the narcissistic personality. In: American Imago, 2 (4), 1941, S. 347–356.
- The psychology of obstinacy. In: The Psychoanalytic Quarterly, 12, 1943, S. 240–255.
- Headline intelligence. In: Psychoanalytic Study of the Child, 2, 1946, S. 263–269.
- Notes on child rearing in America. In: Psychoanalytic Study of the Child, 7, 1952, S. 387–392.
- On adult empathy with children. In: Psychoanalytic Study of the Child, 8, 1953, S. 111–126.
- Notes on the development of empathy. In: Psychoanalytic Study of the Child, 13, 1958, S. 505–520.